# 刀齒龍屬

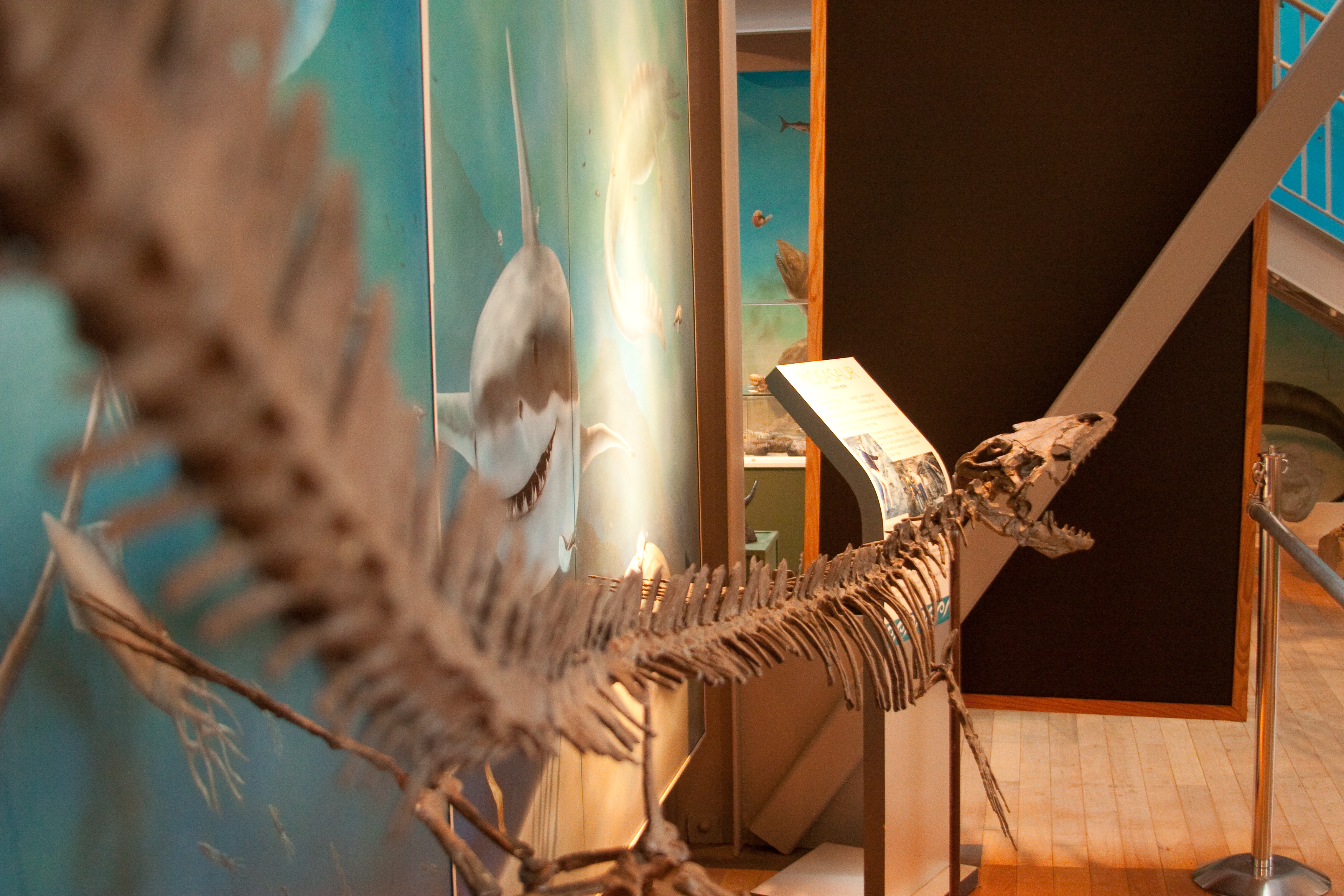
全身骨骼化石

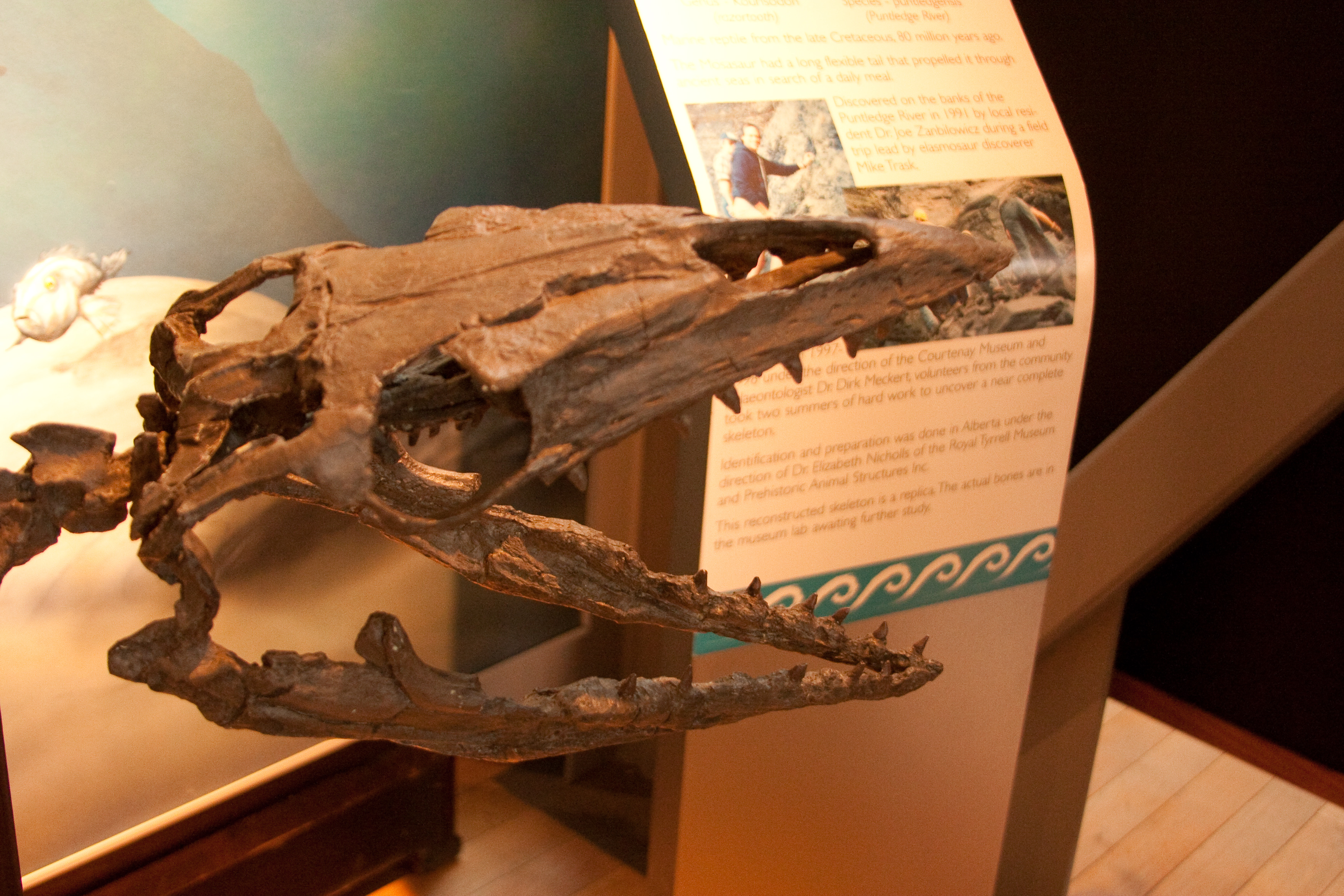
顱骨化石

刀齒龍屬是已滅絕滄龍科下的一屬，化石出土於加拿大英屬哥倫比亞的溫哥華島，以及日本的和泉層群；生存年代為白堊紀晚期的晚桑托期至晚馬斯垂克期。

## 命名學
刀齒龍屬的學名「Kourisodon」來自於古希臘語的κουρίς kourís，意思為剃刀；以及 ὀδών odon，意思為牙齒。

## 描述
龐特利奇刀齒龍的化石出土自地質年代屬於桑托期的彭德層，位於龐特利奇河沿河岸，種名亦是得名於此。牠們屬於較小型的滄龍物種，體長僅有約3.75米（12.3英尺），與其當時生活於同一片太平洋海域的物種包括薄板龍科物種、龜、以及其他滄龍總科物種，但是缺乏雙臼椎龍科物種。
2005年，於日本四國和泉層群發現的零碎化石，被認為屬於刀齒龍屬。這個樣本展現了與龐特利奇刀齒龍相異的特徵，包括較長的上頜齒，也因此科學家認為牠們屬於另一個刀齒龍屬下的另一個新物種，但目前仍未正式發表命名。另外，於和泉層群也有發現疑似屬於刀齒龍屬幼年個體的化石遺骸。
完整的龐特利奇刀齒龍全身骨骼複製模型目前於加拿大曼尼托巴省的加拿大化石探索中心展出。

## 外部連結
- 古生物學數據庫針對刀齒龍屬 （页面存档备份，存于）的介紹 (英語)